# Epoke
 For alternative betydninger, se Epoke (flertydig). (Se også artikler, som begynder med Epoke)
En epoke er en længere tidsperiode præget af betydningsfulde begivenheder.
Det kan også være et skelsættende tidspunkt, der indleder en ny æra. F.eks. blev opfindelsen af dampmaskinen begyndelsen på en ny epoke.
| Tid | Spire Denne artikel om tid eller kalendere er en spire som bør udbygges. Du er velkommen til at hjælpe Wikipedia ved at udvide den. |